# Xin lỗi

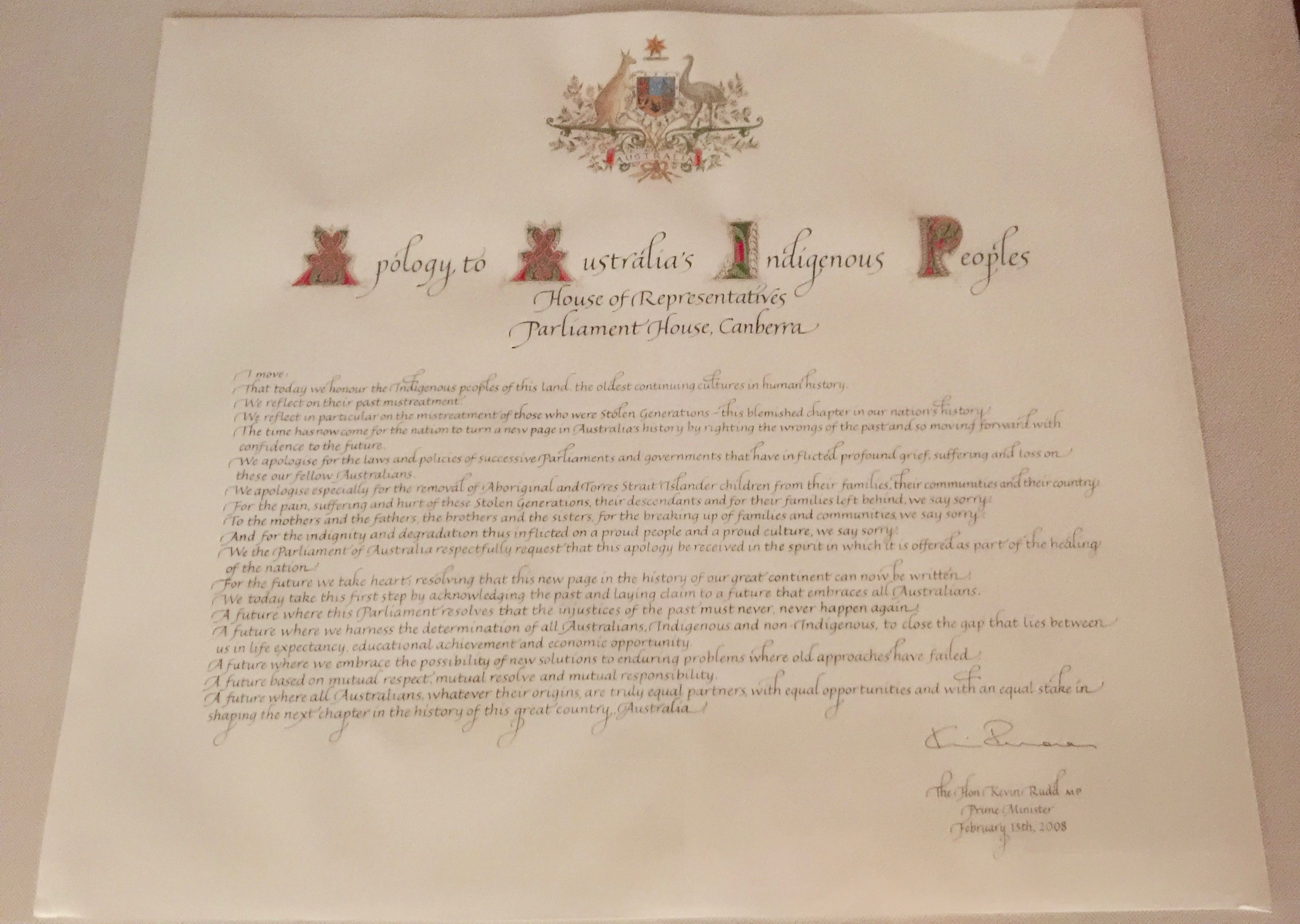
Một lời xin lỗi chính thức bằng văn bản gửi từ một chính phủ đến một nhóm người mà chính phủ đã làm hại

Một lời xin lỗi là một biểu hiện hối tiếc hay hối hận cho các hành động, trong khi xin lỗi là một hành động thể hiện sự hối tiếc hay hối hận.
Trong các tình huống không chính thức, nó có thể gọi là nói lời xin lỗi.  Mục đích của xin lỗi là nói chung xin được tha thứ, hòa giải và khôi phục quan hệ giữa con người với nhau liên quan đến một hay nhiều tranh cãi.